# Vigile sanitario
La figura del vigile sanitario fu creata per l'esigenza di coadiuvare l'ufficiale sanitario nell'esecuzione delle ispezioni igienico sanitarie e dei regolamenti comunali; fu istituita con le istruzioni ministeriali allegate al regio decreto 6 luglio 1890, n. 7042
I vigili sanitari erano costituiti in un corpo di polizia con una propria divisa, dipendevano dal comandante dei vigili urbani per quanto atteneva la loro disciplina e dall'ufficiale sanitario per quanto riguarda l'espletamento del loro servizio.
I vigili sanitari avevano tra i loro compiti: il controllo degli alimenti, del suolo e dell'abitato, alla lotta contro le frodi e nel fronteggiare e prevenire le epidemie e le malattie infettive. Nel corso degli anni le competenze si sono sempre più arricchite, occupandosi anche del settore del controllo degli ambienti di vita e di lavoro, nonché dell'ambiente.
Questa figura nel corso della sua storia è stata più volte utilizzata nelle varie emergenze sanitarie (lotta contro la malaria, epidemie di colera, disastro del Vajont, contrasto alle frodi alimentari).

## Storia
Nel 1923 con il passaggio dei laboratori municipali alle Province fu istituita la figura del "vigile sanitario provinciale" che fu mantenuta con l'entrata in vigore del T.U. delle LL.SS. (art.91). Le competenze dei vigili sanitari provinciali erano più ampie e complesse di quelle del vigile comunale, l'altra figura di vigili, ossia i vigili sanitari comunali non fu abolita, ma anzi continuò ad esercitare le proprie competenze nei comuni nel rispetto dei regolamenti comunali d'igiene.
Nel 1978 con la prima riforma sanitaria i vigili sanitari furono trasferiti dagli uffici del medico e veterinario provinciale e dei Comuni nei servizi di prevenzione delle USL assumendo la denominazione di "Personale di vigilanza e ispezione"; ma nonostante il cambio della denominazione in tante USL venne ancora mantenuta la denominazione di  vigile sanitario.
Negli anni Novanta questa figura si è evoluta a professione sanitaria, continuando a mantenere e ad ampliare i compiti di vigilanza e ispezione e di polizia giudiziaria con un proprio percorso di laurea L/SNT4 (Laurea in Tecniche della Prevenzione nell'Ambiente e nei Luoghi di Lavoro), nel 1997 con il DM 58 venne individuata la figura e il relativo profilo professionale del Tecnico della Prevenzione nell'Ambiente e nei Luoghi di Lavoro (TdP, TPALL o TdPALL) che unisce le competenze sanitarie con quelle tecniche e giuridiche, ma porta dentro di sé le esperienze e le competenze delle precedenti figure: vigile sanitario comunale e provinciale. Lo ché la laurea in Sc Biologiche è molto più antica di quella in Tpal, poiché nata per decreto Regio nel 1904, gli i vigili sanitari e i dirigenti sanitari dei preposti uffici sanitari comunali dal 1900 fino agli anni '70 e poi la figura dell'Ispettore di Igiene come anche oggi e erano biologi, m dici e veterinari. Nelle Asl il tecnico della prevenzione può avere solo ruolo tecnico in questo settore il biologo di Dirigente poiché laurea più completa ed esaustiva.

## Onorificenze
Una pagina indelebile nella storia del vigile sanitario è stata scritta il 14 luglio 1966quando il presidente della Repubblica Giuseppe Saragat, alla presenza del ministro della Sanità, Luigi Mariotti consegnò a Lionello Rizzatti (8 dicembre 1919-19 giugno 2010) presidente dell'UNVISI (Unione nazionale dei vigili sanitari d'Italia), la medaglia d'oro al merito della sanità, «per l'attività che la stessa ha svolto, nel campo della prevenzione delle frodi e sofisticazioni alimentari, degli inquinamenti ambientali, inconvenienti igienico sanitari e dell'abusivismo delle arti ausiliarie».